# Богатое (Одесская область)
Бога́тое (до 1945 года Дулукей (Долукей, Долакой; тур. Ölü Köy) — село в Измаильском районе Одесской области.
Расположено на юго-западной стороне озера Катлабух. В 1484 году Османская империя овладела крепостями на Нижнем Дунае. В 1806 году сюда прибыла большая группа болгарских крестьян, бежавших из-под гнета турецких захватчиков.
Население 3,8 тыс. человек. Основной язык — болгарский, основное население — болгары; молдаване составляют примерно треть жителей (но и они свободно говорят на болгарском). Население занимается рыболовством фермерство и сельским хозяйством (овощеводство).

## История
В 1945 г. Указом ПВС УССР село Долукой переименовано в Богатое.

## Население и национальный состав
По данным переписи населения Украины 2001 года распределение населения по родному языку было следующим (в % от общей численности населения):
По Богатянскому сельскому совету: украинский — 5,03 %;русский — 8,32 %; белорусский — 0,03 %; болгарский — 74,93 %; гагаузский — 0,30 %; молдавский — 11,04 %; румынский — 0,03 %.